# 花田圭介
花田 圭介（はなだ けいすけ、1922年（大正11年）1月22日 - 1996年（平成8年）2月16日）は、日本の哲学者。北海道大学名誉教授。イギリス経験論、フランシス・ベーコンを中心に科学論、社会思想史を研究。

## 来歴
東京出身。東京帝国大学卒。北大助教授、1966年（昭和41年）教授。1985年（昭和60年）定年退官、名誉教授、1987年（昭和62年）札幌学院大学教授。

## 著書
- 『ベイコン』勁草書房 (思想学説全書) 1982

## 編著
- 現代科学とマルクス主義 基礎科学と哲学 大月書店 1959 (現代マルクス主義双書)
- 今日の哲学 第3 科学論 三一書房 1960
- フランシス・ベイコン研究 御茶の水書房 1993.7 (イギリス思想研究叢書

## 翻訳
- 哲学の擁護 実証主義とプラグマティズムに対して M.コーンフォース 1953 (岩波現代叢書)
- 論理学の歩み マルセル・ボル,ジャック・レーナール 吉田夏彦共訳 白水社文庫クセジュ　1955
- 現代の科学 研究組織について ウラジミル・クールガノフ 白水社文庫クセジュ　1959
- 持続と同時性 加藤精司共訳 ベルグソン全集 第3 白水社 1965
- 封建的世界像から市民的世界像へ フランツ・ボルケナウ 水田洋,矢崎光圀,栗本勤,竹内良知,元濱清海,山田宗睦,田中浩,菅原仰共訳 みすず書房 1965
- ベルグソン全集 第8 小論集 第1 加藤精司共訳 白水社 1966
- 経済学・哲学論集 ユダヤ人問題によせて マルクス 世界の大思想 河出書房 1967
- 情念論 デカルト著作集 3 白水社 1973
- 産業社会の哲学 ニーチェからフッサールへ（監訳）白水社 1976 (シャトレ哲学史 6)
- レオナルド・ダ・ヴィンチ小伝 アイヴァー・B.ハート 今井道夫共訳 法政大学出版局 1977.9
- 人間の前に立つマルクス主義 哲学的人間学試論 C.I.グリアン 杉山吉弘共訳 社会思想社 1980.2
- プラトン作品への案内 P.-M.シュル 岩波書店 1985.12

## 記念論集
- 思索の迷路 花田圭介先生退職記念論集編集委員会 1986.5

## 参考
- 日本人名大辞典